# Proclossiana triclaris
Proclossiana triclaris är en fjärilsart som beskrevs av Jacob Hübner 1816/24. Proclossiana triclaris ingår i släktet Proclossiana och familjen praktfjärilar. Inga underarter finns listade i Catalogue of Life.